# گوزن فریادکش ترونگ سان
آهوی فریادکش ترونگ سان (نام علمی: Muntiacus truongsonensis) نام یک گونه از سرده آهوی فریادکش است.